# خوان خوسه مندس فرناندس
خوان خوسه مندس فرناندس (اسپانیایی: Juan José Méndez Fernández‎؛ زادهٔ ۲۷ مارس ۱۹۶۴) دوچرخه‌سوار اهل اسپانیا است.
وی در مسابقات کشوری و بین‌المللی در مجموع برندهٔ ۱ مدال طلا، ۳ مدال نقره، ۱ مدال برنز شده‌است.